# Xylocopa watmoughi
Xylocopa watmoughi là một loài Hymenoptera trong họ Apidae. Loài này được Eardley mô tả khoa học năm 1983.